# گیلمر (تگزاس)
گیلمر، تگزاس(به انگلیسی: Gilmer, Texas) شهری در ایالت تگزاس از ایالات جنوبی ایالات متحده آمریکا است. در سرشماری سال ۲۰۰۰، جمعیت این شهر ۴۷۹۹ نفر اعلام شد.